# Contrición (religión)

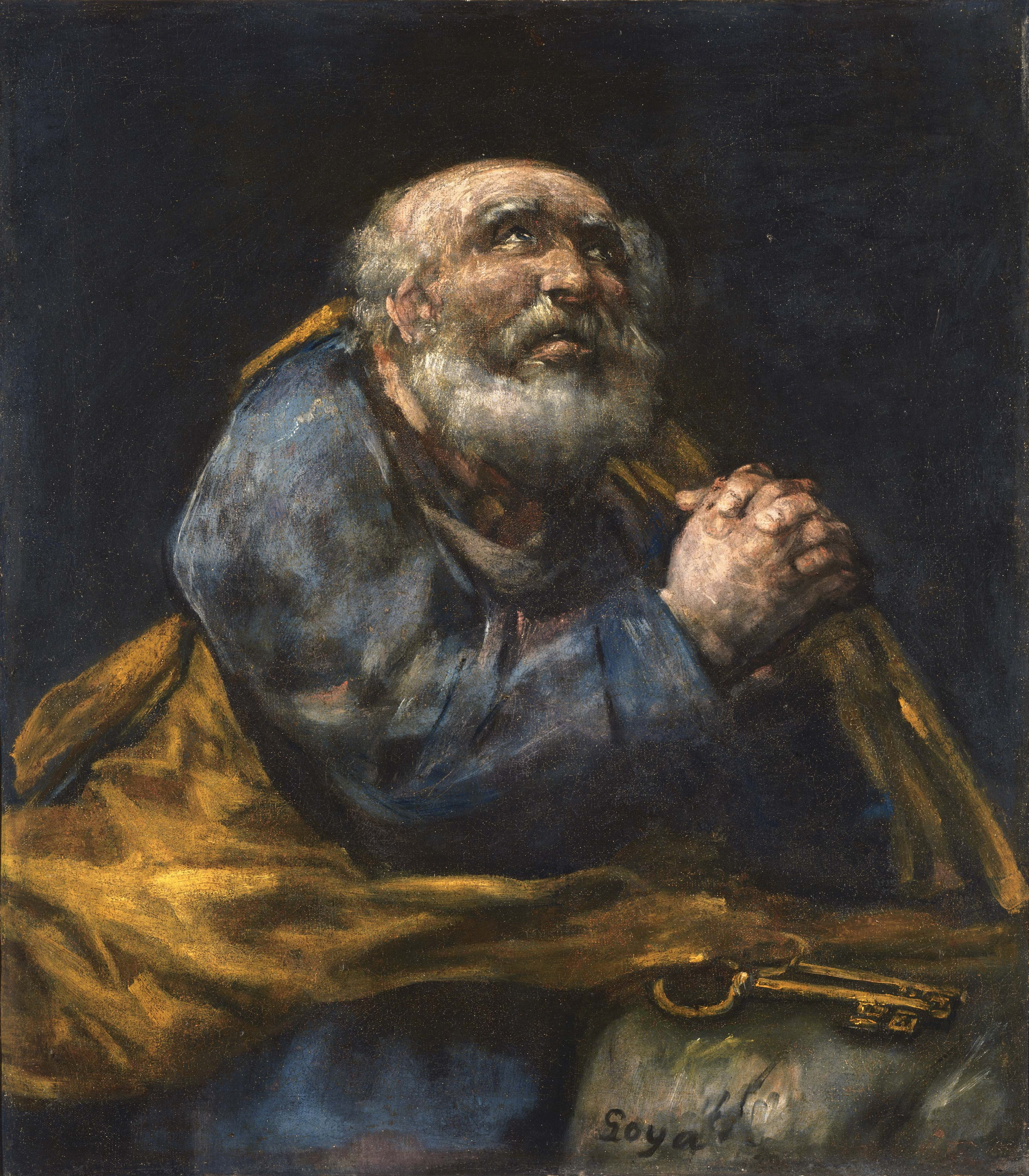
San Pedro en un acto de contrición. 1823-1825. Goya

En la teología cristiana, el acto de Contrición es, según el Diccionario de la lengua española (DLE), el «Arrepentimiento de una culpa cometida» y «En el catolicismo, dolor de haber ofendido a Dios, por el amor que se le tiene».
El acto de contrición no es un sentimiento de pena, de vergüenza o de angustia. Es una disposición de la inteligencia y de la voluntad libre, no de la sensibilidad. Es una actitud de toda la persona pecadora. Es arrepentimiento, dolor, pena ante el pecado cometido por la misma ofensa hecha a Dios.
El dolor de los pecados, es motivado por el arrepentimiento de haber ofendido a Dios por ser Él quien es, y no sólo en virtud de los premios perdidos o castigos merecidos.  Los tres elementos de este concepto; sentimiento o dolor, rechazo o renuncia, propósito de cambio, han sido y son elementos claves para autentificar el arrepentimiento, de modo que uno sólo haría dudar de la autenticidad de esta disposición moral.

## Acto de contrición sencillo
El Acto de contrición en tres palabras: “Dios mío, perdóname”, “Dios mío, perdóname”, es especialmente según la Iglesia para aquellos que están en peligro de muerte, ya que el sentido del oído es el último que se pierde al momento de morir, también utilizado para el Sacramento de la Penitencia (Confesión).
Para lograr un Acto de Contrición no es necesaria ninguna fórmula, pero si tener la recta conciencia de arrepentirse de los pecados cometidos.

Entre los actos del penitente, la Contrición aparece en primer lugar. Es "un dolor del alma y una detestación del pecado cometido con la resolución de no volver a pecar".
 Catecismo de la Iglesia Católica, 1451

## Acto de contrición en la misa
En la Eucaristía, seguido del saludo a la Asamblea por parte del sacerdote se realiza el Acto Penitencial, en el que el celebrante invita a los asistentes a reconocer los pecados propios acompañado de la oración que pide a Dios el perdón (acto de contrición). La Asamblea guarda un momento de silencio, para que los asistentes se arrepientan de sus pecados, conscientes de ellos.
El acto de contrición es dirigido a Dios Todopoderoso, porque el pecado rompe el diálogo con Él; a los hermanos, porque según la teología de la Iglesia, el pecado afecta la santidad de la Iglesia, de la que todos son responsables.
Para dicho acto el Misal Romano ofrece tres formas diferentes de Acto Penitencial:
- La primera es el "Yo Confieso", la más frecuente, esta tiene una doble dimensión del arrepentimiento y la conversión; al ofender a Dios se reconcilia con él; si ha ofendido a la Iglesia, también llama a reconciliarse con la Iglesia, por la cual se pide a los santos y a la Iglesia reunida en Asamblea, que se ore por los pecados cometidos.

- La segunda forma, es un diálogo que une la esperanza de que Dios muestra su misericordia y concede su salvación.

- La tercera forma, son letanías alternadas con peticiones o el canto del “Señor, Ten Piedad”. El misal presenta una serie variada de peticiones para la tercera fórmula, dando al celebrante la posibilidad de elegir según el tiempo litúrgico.

Además, de estas tres fórmulas el Misal recomienda el Rito de la bendición y aspersión del agua, especialmente en las Eucaristías dominicales.

## Concilio de Trento
Según el Concilio de Trento en el Capítulo IV, expresa que el acto de contrición es como "un intenso dolor y detestación del pecado cometido, con propósito de no pecar en adelante… en todos tiempos ha sido necesario este movimiento de Contrición, para alcanzar el perdón de los pecados”.

## División de la contrición
La teología divide la contrición en perfecta (“contritio caritate”) e imperfecta (“contritio late dicta”), llamado también atrición.

Cuando brota del amor de Dios amado sobre todas las cosas, la contrición se llama "contrición perfecta"(contrición de caridad). Semejante contrición perdona las faltas veniales; obtiene también el perdón de los pecados mortales si comprende la firme resolución de recurrir tan pronto sea posible a la confesión sacramental. La contrición llamada "imperfecta" (o "atrición") es también un don de Dios, un impulso del Espíritu Santo. Nace de la consideración de la fealdad del pecado o del temor de la condenación eterna y de las demás penas con que es amenazado el pecador. Tal conmoción de la conciencia puede ser el comienzo de una evolución interior que culmina, bajo la acción de la gracia, en la absolución sacramental. Sin embargo, por sí misma la contrición imperfecta no alcanza el perdón de los pecados graves, pero dispone a obtenerlo en el sacramento de la Penitencia.
Catecismo de la Iglesia Católica, 1452, 1453

La contrición perfecta perdona los pecados veniales y mortales. Está motivada por el amor a Dios, en actitud de tristeza generada en las facultades superiores, inteligencia y voluntad, ante la ofensa hecha a Dios, Ser Supremo.

## Contrición extrasacramental
La Contrición perfecta extrasacramental solo es válida en peligro de muerte del pecador, esta es válida solamente si se tiene el deseo sublime de recibir el Sacramento de la Reconciliación (Confesión).
El Concilio de Trento estipuló que no debe “atribuirse la reconciliación a la misma contrición, sin el propósito que se incluye en ella de recibir el Sacramento".
El acto de arrepentimiento o contrición debe de ser sano, interno, sobrenatural, universal y máximo en cuanto a la valoración.

## Atrición
No siempre los hombres, sobre todo no cultivados espiritualmente, pueden llegar con facilidad a una contrición perfecta, teniendo como exclusiva referencia al mismo Dios. La tradición de la Iglesia ha enseñado que también son excelentes los sentimientos de rechazo del pecado por otros motivos menos teocéntricos y más antropocéntricos: el temor al castigo, la pérdida del Cielo, el remordimiento, la vergüenza, etc.
Pedro Chico González

La atrición no son sentimientos perfectos, pero si aptos para orientar al espíritu contra el mal. La atrición teme al castigo, siendo por tanto un sentimiento interesado. Este es un temor que aproxima al arrepentimiento y dispone a la conversión, creyéndolo la Iglesia como un medio para lograr la reconciliación sacramental.
El Concilio de Trento declaró que "la atrición es insuficiente, sin el sacramento de la penitencia, para justificar al pecador, pero que puede disponerle para recibir la gracia de la justificación por medio del sacramento." (Denz. 898)
Según la teología es el acto de arrepentirse sin tener como propósito el reparar la conducta, está siendo Contrición imperfecta, produce la Contrición perfecta. La atrición considera el pecado una ofensa a Dios y no una falta, considera la fealdad del pecado en sí mismo, también el temor al infierno y al castigo (Denzinger 898).

## Contrición en la teología actual
Según la teología y la Iglesia la contrición es el primer y más importante acto de arrepentimiento. El acto de contrición sería un volver al Padre como el Hijo pródigo, siendo que «de esta contrición del corazón depende la verdad de la penitencia» (Reconciliatio et Paenitentia, 31).
La teología estudia el acto de contrición en dos vías, la del rechazo del pecado y la reorientación de la propia vida a Dios, implicando adhesión a la salvación donada por Cristo y experimentada por la Iglesia.